# Bilingulogavelinella
Bilingulogavelinella es un género de foraminífero bentónico de la subfamilia Gavelinellinae, de la familia Gavelinellidae, de la superfamilia Chilostomelloidea, del suborden Rotaliina y del orden Rotaliida. Su especie tipo es Bilingulogavelinella australis. Su rango cronoestratigráfico abarca desde el Albiense (Cretácico inferior) hasta el Turoniense (Cretácico superior).

## Clasificación
Bilingulogavelinella incluye a las siguientes especies:
- Bilingulogavelinella australis †
- Bilingulogavelinella zoratensis †